# Miguel Primo de Rivera
Miguel Primo de Rivera y Orbaneja (ur. 8 stycznia 1870 w Jerez de la Frontera, zm. 16 marca 1930 w Paryżu) – hiszpański wojskowy, generał dywizji, po dokonanym zamachu stanu dyktator Hiszpanii w latach 1923-1930. Ojciec José Antonia Prima de Rivery.

## Życiorys
Pochodził z wojskowej rodziny, w szeregach armii hiszpańskiej walczył w Maroku, na Kubie i Filipinach. W 1921 odziedziczył po wuju tytuł markiza. W latach 1922–1923 był dowódcą okręgu wojskowego Katalonii, gdzie cieszył się dużym poparciem. Szybko rósł w siłę i zyskał poparcie armii oraz bogatego ziemiaństwa. 13 września 1923, po bezkrwawym zamachu stanu, król Alfons XIII mianował go premierem.
Po objęciu władzy Primo de Rivera wprowadził rządy silnej ręki, zaprowadził cenzurę i zdelegalizował wszystkie partie poza założoną przez niego Hiszpańską Unią Patriotyczną (Unión Patriótica Española). Zarazem jednak junta de Rivery okazała się stosunkowo liberalna i w rezultacie została poparta przez szereg partii lewicowych, w tym partię socjalistyczną (PSOE) oraz związki zawodowe, które utrzymywały swoje poparcie aż do czasu pogorszenia się wyników gospodarczych. Rząd de Rivery walczył z bezrobociem, prowadząc szeroko zakrojony program robót publicznych, jednak szybki wzrost inflacji doprowadził do załamania się gospodarki.
Z powodu gospodarczej klęski i narastającej opozycji, 28 stycznia 1930 ustąpił ze stanowiska i wyjechał do Paryża. Zmarł tam na cukrzycę dwa miesiące później.
Według amerykańskiego historyka Stanleya Payne'a rządy Primo de Rivery były najłagodniejsze i najbardziej liberalne ze wszystkich dyktatur dwudziestowiecznej Europy, „nie splamione ani jedną polityczną egzekucją”.

## Odznaczenia
- Krzyż Wielki z Laurem Królewskiego i Wojskowego Orderu Świętego Ferdynanda[5][6]
- Krzyż Wielki Orderu Świętego Hermenegilda[7]
- Krzyż Wielki Orderu Zasługi Wojskowej z Odznaką Czerwoną[5][7]
- Krzyż Wielki Orderu Zasługi Morskiej z Odznaką Czerwoną[7]
- Krzyż Wielki Orderu Izabeli Katolickiej[5]
- Krzyż Wielki Orderu Piusa IX[7]
- Krzyż Wielki Orderu Świętych Maurycego i Łazarza[7]
- Krzyż Wielki Orderu Zasługi (Chile)[7]
- Krzyż Wielki Orderu Chrystusa (1922)[8]
- Krzyż Wielki Orderu Legii Honorowej[7]
- Krzyż Wielki Orderu Danebroga (1928)[9]
- Kawaler Orderu Orła Białego (1929)[10][11]
- Krzyż Wielki Orderu Świętego Benedykta z Avis[7]
- Krzyż Wielki Orderu Wojskowego Wieży i Miecza (1930)[8]